# Victoria del Portete
Victoria del Portete ist eine Ortschaft und eine Parroquia rural („ländliches Kirchspiel“) im Kanton Cuenca der ecuadorianischen Provinz Azuay. Die Parroquia besitzt eine Fläche von 202,1 km². Die Einwohnerzahl betrug im Jahr 2010 5251. Die Parroquia wurde am 15. Oktober 1944 gegründet. Der Ort hieß ursprünglich Irquis.

## Lage
Die Parroquia Victoria del Portete liegt in den Anden im Süden des Kantons Cuenca. Entlang der südlichen Verwaltungsgrenze verläuft die kontinentale Wasserscheide. Im Südwesten erreicht das Gebiet im 3872 m hohen Cerro Pajón seinen höchsten Punkt. Der Río Tarqui entwässert das Areal in nördlicher Richtung. Das Verwaltungszentrum Victoria del Portete befindet sich 19 km südsüdwestlich von Cuenca auf einer Höhe von etwa 2630 m. Die Fernstraße E59 (Cuenca–Pasaje) führt durch das Verwaltungsgebiet und an dessen Hauptort vorbei.
Die Parroquia Victoria del Portete grenzt im Osten an die Parroquia Cumbe, im Süden und im Südwesten an die Parroquias Girón und San Gerardo (beide im Kanton Girón), im Westen an die Parroquia Baños sowie im Norden an die Parroquia Tarqui.